# Demografía de Nueva Zelanda

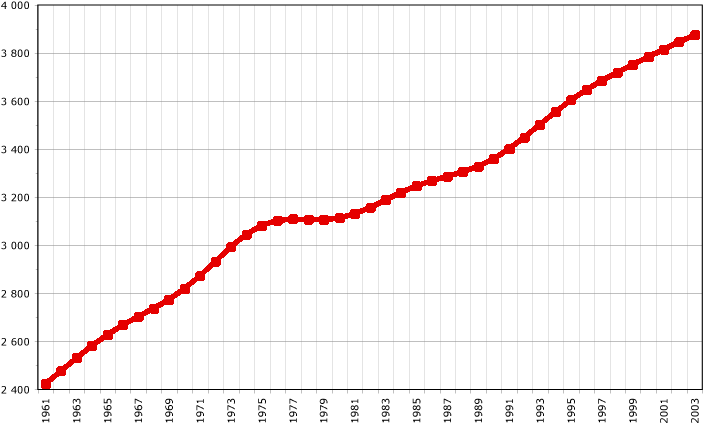
Evolución demográfica de Nueva Zelanda.

Los neozelandeses (New Zealanders en inglés) son aquellas personas que son habitantes de Nueva Zelanda, informalmente conocidos como "kiwis".
La demografía de este país de Oceanía se caracteriza por una relativamente joven y creciente población (sobre todo en comparación con muchas otras sociedades occidentales) y relativamente altos niveles de migración de entrada (principalmente de Reino Unido, Asia y el Pacífico) y de salida de la migración (principalmente Australia y Reino Unido). La población, compuesta inicialmente sólo por maoríes, pasó a ser mayoritariamente de origen europeo en los siglos XIX y XX, hasta que la inmigración procedente de Asia y de las islas del Pacífico, así como una alta natalidad maorí, la hizo más multi-étnica.

## Distribución
La población de Nueva Zelanda es baja en términos relativos y absolutos, con una escasa densidad demográfica.
La mayor parte de sus habitantes viven predominantemente en áreas urbanas en la Isla Norte,  donde las condiciones climatológicas y geográficas son más favorables para el hábitat humano. Las cinco ciudades más grandes son Auckland (con un tercio de la población del país), Christchurch (en la Isla Sur, la isla más grande del archipiélago neozelandés), Wellington (la capital), Hamilton y Tauranga. 
Pocos neozelandeses viven en las islas más pequeñas de Nueva Zelanda. La isla Waiheke (cerca de Auckland) es fácilmente la isla más poblada con 9.520 residentes, mientras que Great Barrier Island, Chatham y Pitt Islands y Stewart Islandeach tienen poblaciones inferiores a 1.000. 
Nueva Zelanda es parte de un reino y la mayoría de las personas nacidas en los territorios externos del reino (Tokelau, la Dependencia de Ross, las Islas Cook y Niue) tienen derecho a los pasaportes de Nueva Zelanda. En 2006, más personas que se identificaron con estas islas vivían en Nueva Zelanda que en las mismas islas.

## Población
Total: 4,604,871 ([2017]) (Estadísticas Nueva Zelanda )

### Estructura de edades
- 0-14 años: 21,1% (hombres 455.100; mujeres 430.550)
- 15-64 años: 66,5% (hombres 1.324.850; mujeres 1.358.870)
- 65 años o más: 12,4% (hombres 214.270; mujeres 270.570) (2006 est.)

#### Promedio de edad
Total:
- hombres: 35,0 años
- mujeres: 36,7 años (2006 )

### Tasa de crecimiento de la población

#### Estadísticas de vida
- Tasa de nacimientos: 14,90 por mil (estimado al 2003)
- Tasa de defunciones: 7,54 por mil (estimado al 2003)
- Tasa de migración: 4,26 por mil (estimado al 2003)

### Índice de mortalidad infantil
- Total: 6,07 fallecimientos por mil (estimado del 2003)
  - Mujeres: 5,14 fallecimientos por mil (est. 2003)
  - Hombres: 6,96 fallecimientos por mil

### Esperanza de vida
- Total de la población: 78,32 años
  - Hombres: 75,34 años
  - Mujeres: 80,44 años (2003 est.)

### Tasa total de fertilidad por sexo
2,05 niños nacidos por mujer (2006 est.)

## Religión
Datos del 2013:
- Iglesia anglicana en Aotearoa, Nueva Zelanda y Polinesia 14,3%
- Iglesia católica 12,5%
- Iglesias presbiterianas 16,3%
- Otros protestantes 16,1%
- No religiosos 24,9%
- Budistas 1,1%
- Hinduistas 1%
- Otras religiones no especificadas 13,8%

## Composición étnicas
- blancos (Pākehā): 78,7%
- Maoríes: 14,6%
- Asiáticos: 9,2%
- Polinesios: 6,9%
- Otros: 0,9% .

## Idiomas
Oficiales: inglés y maorí.

## Etnias
Caucásicos, mestizos y maoríes